# Neptis apharea
Neptis apharea är en fjärilsart som beskrevs av Hans Fruhstorfer 1908. Neptis apharea ingår i släktet Neptis och familjen praktfjärilar. Inga underarter finns listade i Catalogue of Life.